# Єленюв (Нижньосілезьке воєводство)
Єленюв (пол. Jeleniów) — село в Польщі, у гміні Левін-Клодзький Клодзького повіту Нижньосілезького воєводства.
Населення — 531 особа (2011).
У 1975-1998 роках село належало до Валбжиського воєводства.

## Назва
- Єленюв, або Єленів (пол. Jeleniów) — польська назва.
- Ке́лнов, або Єленов (чеськ. Kelnov, Jelenov) — чеська назва.
- Геллена́у (нім. Gellenau) — німецька назва.

## Історія
- Гелленгау входило до складу графства Глац.
- 13 січня 1800 року в Гелленгау помер останній курляндський герцог Петер фон Бірон[2].

## Населення
Демографічна структура станом на 31 березня 2011 року:
|          | Загалом | Допрацездатний вік | Працездатний вік | Постпрацездатний вік |
| -------- | ------- | ------------------ | ---------------- | -------------------- |
| Чоловіки | 254     | 44                 | 187              | 23                   |
| Жінки    | 277     | 46                 | 173              | 58                   |
| Разом    | 531     | 90                 | 360              | 81                   |